# ITC Limited
Ne doit pas être confondu avec Imperial Tobacco.
Pour les articles homonymes, voir ITC.
ITC Limited est un groupe indien polyvalent dont le siège social se trouve à Calcutta. C'est le premier producteur de cigarettes en Inde. Ses activités comportent cinq segments : les biens de grande consommation, l'hôtellerie, les cartonnages et emballages, l'agroalimentaire et les technologies de l'information. Il est comptabilisé dans l'indice boursier BSE Sensex.

## Historique
La société mère a vu le jour en 1910 en tant qu'« Imperial Tobacco Company of India Limited » ; rebaptisée « Indian Tobacco Company Limited » en 1970, puis « I.T.C. Ltd » en 1974 et porte finalement le nom de « ITC Ltd. » depuis septembre 2001,,,,. Au titre de l'exercice 2012-13, le groupe affichait un chiffre d'affaires de 8,31 milliards de dollars américains et une capitalisation de 45 milliards de dollars. Il emploie plus de 25 000 salariés dans plus de 60 usines en Inde, et est classé dans la liste Forbes Global 2000.